# Parcul Național Călimani

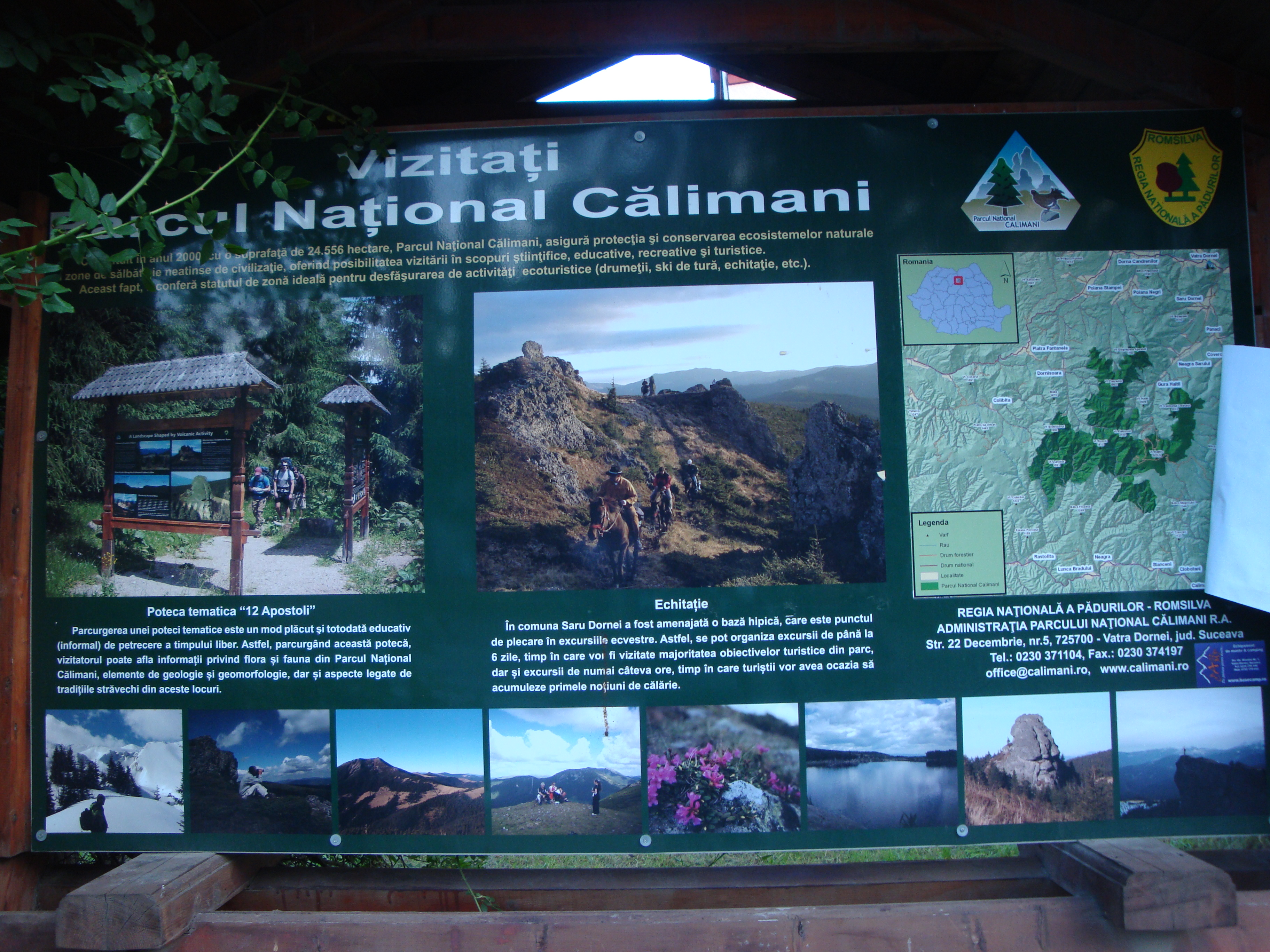
Centru administrativ

Parcul Național Călimani este o arie protejată de interes național ce corespunde categoriei a II-a IUCN (parc național, zonă specială de conservare), situat în partea central-nordică a României, pe teritoriul administrativ al județelor: Mureș, Suceava, Harghita și Bistrița-Năsăud.

## Localizare
Aria naturală se întinde în partea nord-estică a județului Mureș (pe teritoriile administrative ale comunelor Lunca Bradului, Răstolița și Stânceni); cea sud-vestică a județului Suceava (pe teritoriile comunelor Dorna Candrenilor, Panaci, Poiana Stampei și Șaru Dornei și al orașului Vatra Dornei); cea nord-vestică a județului Harghita (pe teritoriul comunei Bilbor și al orașului Toplița); și cea sud-estică a județului Bistrița-Năsăud, pe teritoriul administrativ al comunei Bistrița Bârgăului.

## Descriere
Prima propunere de instituire a Parcului Național Călimani a avut loc în anul 1975, acesta urmând să fie declarat arie protejată prin Legea nr.5 din 6 martie 2000 (privind aprobarea Planului de amenajare a teritoriului național - Secțiunea a III-a - zone protejate). În anul 2003, prin Hotărârea de Guvern nr. 230 din 4 martie (privind delimitarea rezervațiilor biosferei, parcurilor naționale și parcurilor naturale și constituirea administrațiilor acestora), urmează să se restabilească limitele și suprafața acestuia.
Parcul reprezintă o zonă montană cu forme de relief diversificate: vârfuri (Pietrosul Călimanului - 2100 m, Gurghiu - 1776 m, Harghita - 1800 m, Lucaciu - 1778 m, 12 Apostoli - 1760 m, Ciomatu - 1.301 m), abrupturi stâncoase, chei, văii, doline, măguri, lapiezuri, ponoare, poiene; cu suprafețe naturale acoperite cu păduri, pășuni și pajiști. 

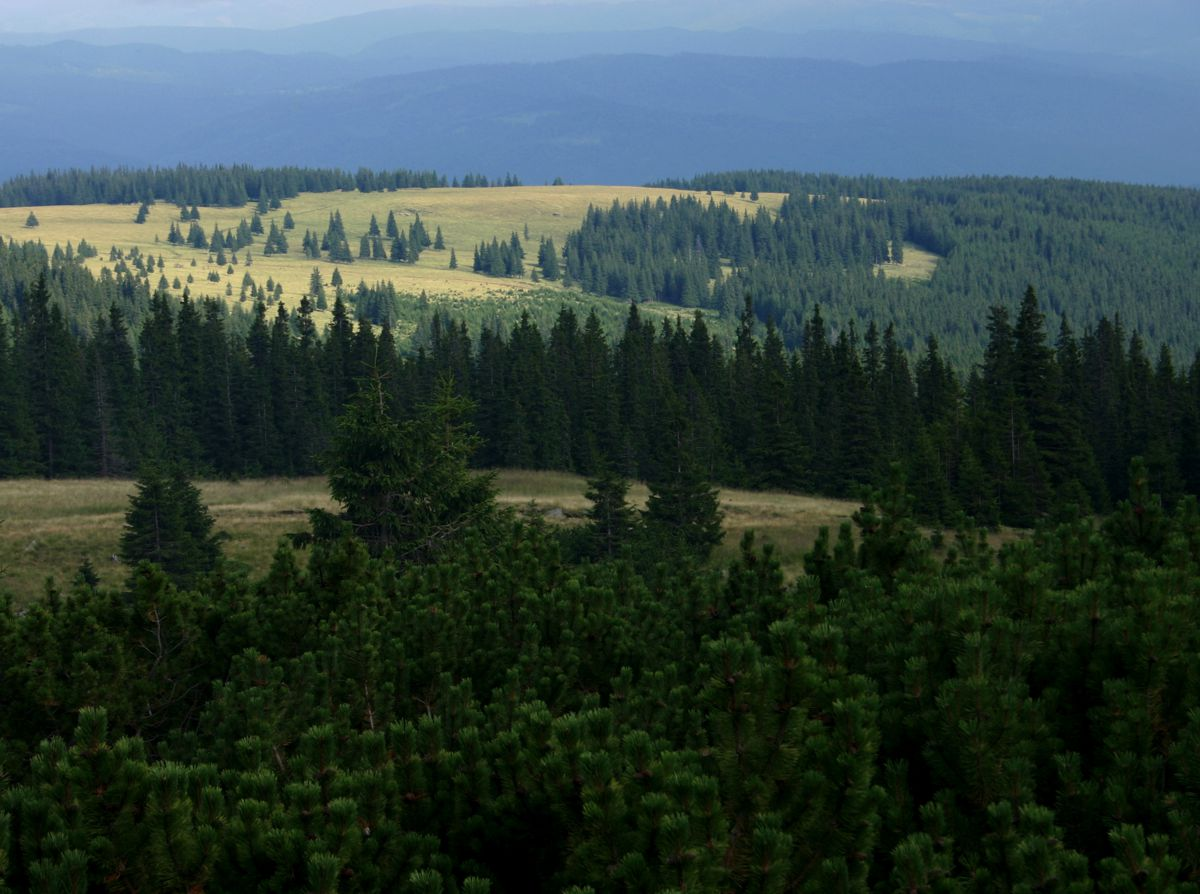
Imagine din parc

Aria naturală dispune de mai multe tipuri de habitate (Păduri acidofile de Picea abies din regiunea montană (Vaccinio-Piceetea), Păduri de Larix decidua și/sau Pinus cembra din regiunea montană, Pajiști montane de Nardus bogate în specii, pe substraturi silicioase, Tufărișuri cu Pinus mugo și Rhododendron myrtifollium, Tufărișuri cu specii subarctice de Salix, Vegetație herbacee de pe malurile râurilor montane) ce adăpostesc o gamă diversă de floră și faună specifică Orientalilor.
Situat în Munții Călimani și incluzând cel mai mare crater vulcanic din România cu un diametru de circa 10 km (stins în prezent), Parcul Național Călimani cu o suprafață totală de 24.566 ha, are în componență rezervațiile naturale: Doisprezece Apostoli (cu Poteca tematică 12 Apostoli), Jnepenișul cu Pinus cembra - Călimani și Lacul Iezer și se suprapune ariei de preotecție specială avifaunistică Munții Călimani (sit SPA) - Natura 2000.
Fosta exploatare de sulf din Munții Călimani reprezintă în prezent o enclavă în cadrul acestui parc național.

## Floră
Flora ariei protejate are în componență specii vegetale (arbori, arbusti și ierburi) distribuite etajat, în concordanță cu structura geologică și geomorfologică, caracteristicile solului, climei, sau altitudinii unde acestea sunt întâlnite.

### Arbori și arbusti
Conifere cu specii arboricole de: brad (Abies alba), larice (Larix decidua), zâmbru (Pinus cembra), tisă (Taxus baccata), pin de pădure (Pinus sylvestris), jneapăn (Pinus mugo), ienupăr pitic (Juniperus sibirica) sau ienupăr (Juniperus communis).
Păduri de foioase cu arboret de: fag (Fagus sylvatica), gorun (Quercus petraea), stejar (Quercus robur), carpen (Carpinus betulus), paltin de munte (Acer pseudoplatanus), arțar (Acer platanoides), tei (Tilia cordata), frasin (Fraxinus excelsior), jugastru (Acer campestre), mesteacăn (Betula pendula), ulm (Ulmus glabra), arțar (Acer platanoides), răchită (Salix bicolor), salcie albă (Salix eleagnos), arin de munte (Alnus viridis), arin negru (Alnus glutinosa).
Arbusti cu specii de: smârdar (Rhododendron kotschyi), corn (Cornus mas), alun (Corylus avellana), păducel (Crataegus monogyna), afin (Vaccinum myrtillus L.), soc negru (Sambucus nigra), mur (Rubus fruticosus), zmeur (Rubus idaeus), măceș (Rosa canina), merișor (Vaccinium vitis-idaea).

### Ierburi și flori
La nivelul ierburilor este întâlnită o gamă diversă de plante (de pajiște, de stâncărie, de mlaștină), dintre care unele foarte rare și protejate prin lege sau endemice pentru această zonă.

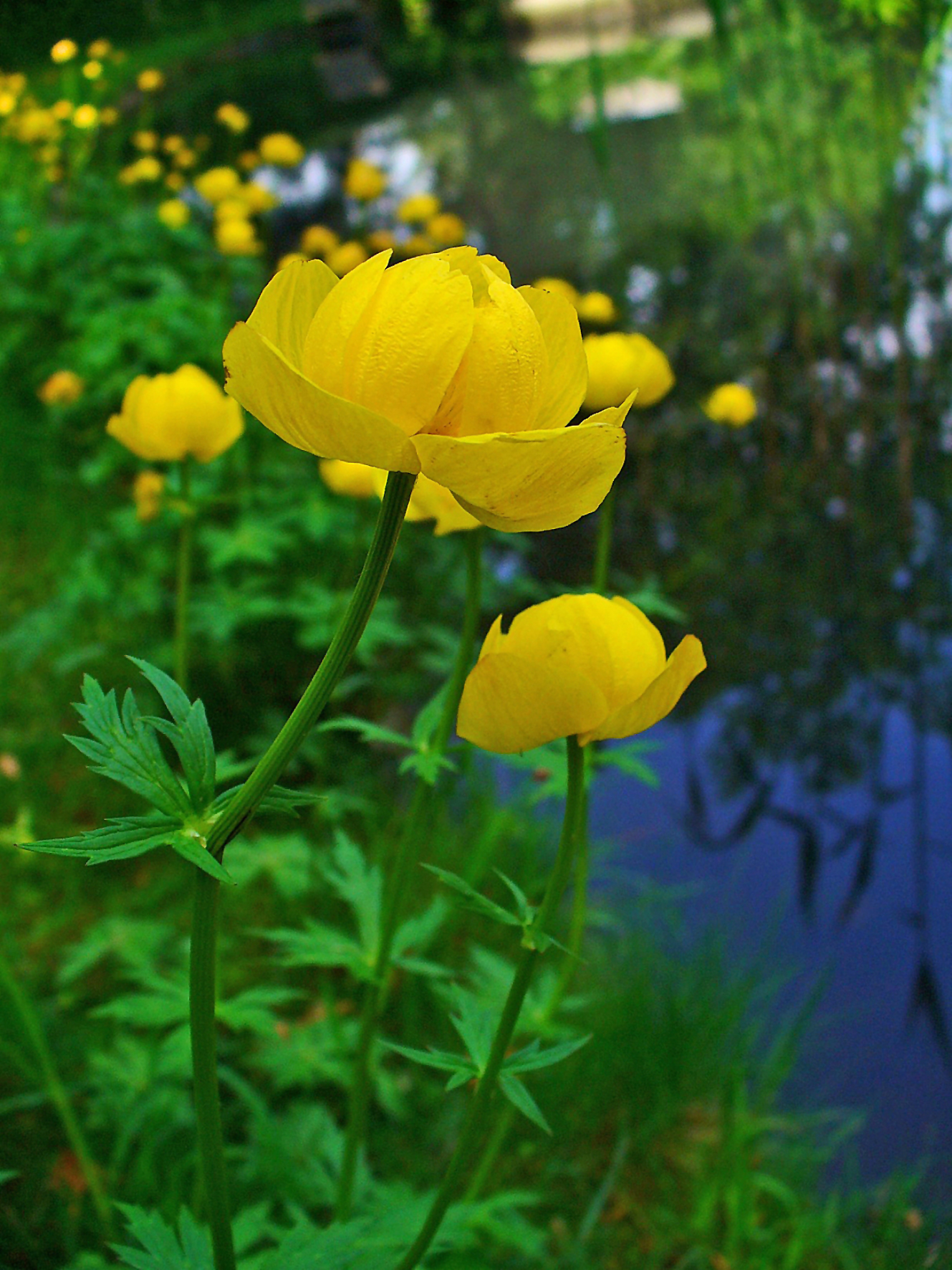
Bulbuc de munte (Trollius europaeus)

Specii floristice: angelică (Angelica archangelica), unghia păsării (Viola dacica), urechea iepurelui (Bupleurum longifolium), buruiana de junghiuri (Cephalanthera longifolia), mlăștiniță (cu specii de Epipactis atrorubens și Epipactis helleborine), ghințură punctată (Gentiana punctata), crețușcă (Filipendula ulmaria), fratele-priboiului (Geranium sylvaticum), bulbuc de munte (Trollius europaeus), o orhidee din specia Gymnadenia odoratissima, buhai (Listera ovata), buhăieș (Listera cordata), mălaiul cucului (Luzula pallescens), sor-cu-frate (din specia Melampyrum saxuosum), mierluță (Minuartia verna), poroinic (Orchis ustulata), darie (Pedicularis exaltata), pușca-dracului (Phyteuma tetramerum), cărbuni (Phyteuma vagneri), stupiniță (Platanthera bifolia), morcoveancă (Pleurospermum austriacum), gălbenușă (Potentilla tabernaemontani), piciorul-cocoșului (Ranunculus carpaticus), scorzonera (Scorzonera purpurea), cruciuliță (Senecio aquaticus ssp. barbareifolius), spălăcioasă (Senecio fluviatilis), degetăruț (Soldanella montana), cimbrișor (cu specii de Thymus comosus și Thymus glabrescens), orhidee sălbatică (Traunsteinera globosa), dioc (Centaurea phrygia), garoafă de munte (Dianthus tenuifolius), crucea voinicului (Hepatica transsilvanica) sau păiușuri cu specii de Festuca porcii și Festuca carpatica.

## Faună
Fauna parcului este una diversificată și bine reprezentată de mai multe specii (unele aflate pe lista roșie a IUCN) de mamifere și păsări.
Mamifere cu specii de: urs brun (Ursus arctos), cerb (Cervus elaphus), căprioară (Capreolus capreolus), lup cenușiu (Canis lupus), mistreț (Sus scrofa), vulpe (Vulpes vulpes crucigera), râs eurasiatic (Lynx lynx), vidră de râu (Lutra lutra), veveriță (Sciurus carolinensis), pisică sălbatică europeană (Felis silvestris), jder (Martes martes), dihor (Mustela putorius), cârtiță (Talpa europaea), chițcan de munte (Sorex alpinus), chițcan de pădure (Sorex araneus), șoarece de câmp (Microtus arvalis) sau specii de lilieci.
Păsări cu specii de: acvilă de munte (Aquila chrysaetos), uliu-păsărar (Accipiter nisus), pițigoi moțat (Aegithalos caudatus), cocoș de munte (Tetrao urogallus), uliu porumbar (Accipiter gentilis), acvilă-țipătoare-mică (Aquila pomarina), corb (Corvus corax), mierlă de apă (Cinclus cinclus), codobatură galbenă (Motacilla flava), mugurar (Pyrrhula pyrrhula), codobatură-de-munte (Motacilla cinerea), ciocănitoare-de-munte (Pycoides tridactylus), scatiu (Carduelis spinus), pițigoi-de-brădet (Parus ater), forfecuță (Loxia curvirostra), sticlete (Carduelis carduelis), pițigoi-moțat (Parus cristatus), șoim călător (Falco peregrinus), aușel (Regulus regulus), sturz-cântător (Turdus philomelos), sitar de pădure (Scolopax rusticola).

## Căi de acces
- Drumul național DN174F pe ruta: Vatra Dornei - Șaru Dornei - Neagra Șarului - Gura Haitii + continuare spre Cariera de Sulf pe fostul drum de exploatare
- Drumul național DN15 pe ruta: Târgu Mureș - Reghin - Brâncovenești - Lunca Bradului - Stânceni

## Monumente și atracții turistice
În vecinătatea parcului se află numeroase obiective de interes istoric, cultural și turistic; astfel:
- Biserica de lemn "Sfântul Nicolae" din Răstolița, construcție secolul al XVIII-lea, monument istoric.Biserica de lemn din Răstolița

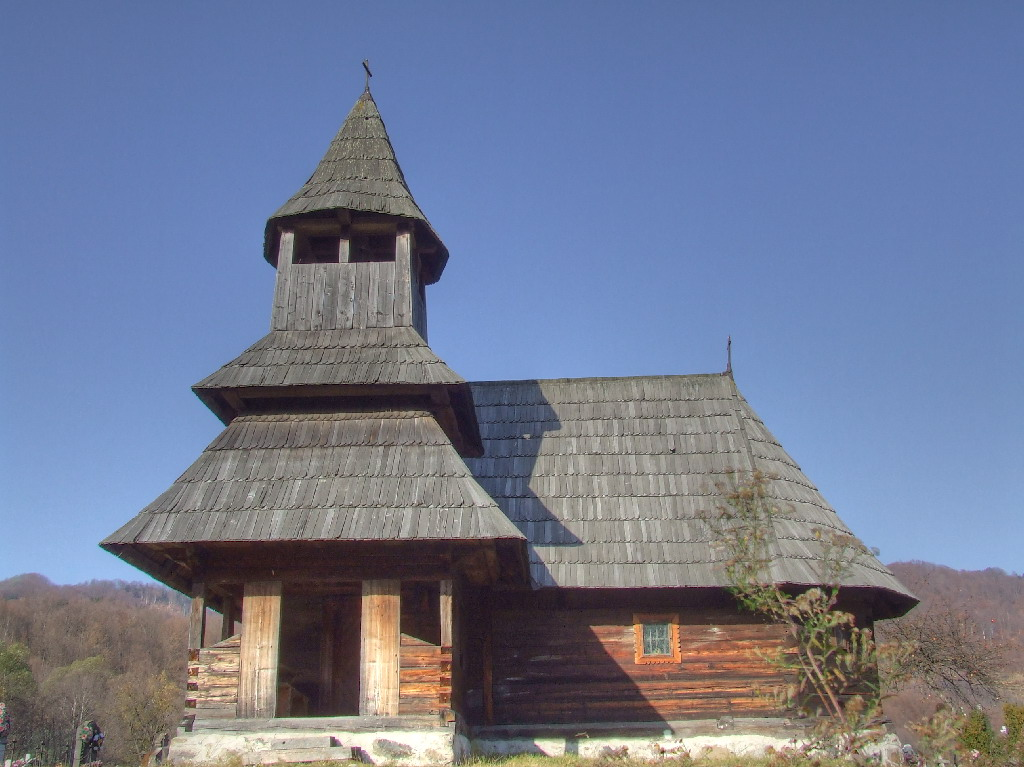
Biserica de lemn din Răstolița

- Biserica de lemn „Sfântul Dumitru” din Poiana Stampei, construcție secolul al XIX-lea, monument istoric.
- Biserica de lemn din Bilbor construită între anii 1795-1797.
- Mănăstirea de călugări de la Toplița ctitorită în anul 1924 de către Miron Cristea, primul patriarh al Bisericii Ortodoxe Române.
- Biserica Nașterea Maicii Domnului din Vatra Dornei, construcție 1902.
- Biserica romano-catolică Schimbarea la Față a lui Isus, construcție 1905.
- Cazinoul Băilor din Vatra Dornei, construcție 1898, monument istoric.
- Gara Vatra Dornei, construcție 1902, monument istoric.
- Clădirea Izvorului „Sentinela” din Vatra Dornei, construcție 1896, monument istoric.
- Moara de lemn din satul Șaru Dornei, construcție 1890, monument istoric.
- Casa Gavril Candrea din Dorna Candrenilor, construcție secolul al XIX-lea, monument istoric.
- Ariile naturale: Defileul Deda - Toplița, Codrul secular Giumalău, Cheile Zugrenilor, Piatra Țibăului, Rezervația Bila-Lala, Obcina Feredeului (sit SPA), Cascada de apă termală Toplița, Pârâul Dobreanului, Stâncile Tătarului, Munții Călimani, Tăul Zânelor, Valea Repedea, Cheile Bistriței Ardelene.